# ذيل سبينس
ذَيلُ سبينس(1) هو امتدادٌ من نسيج الثدي نحو الإبط، حيث يُمثل امتدادًا من الرُبع العلوي الخارجي (الوحشي) للثدي، ويصّلُ إلى الإبط عبر فتحةٍ في اللفافة العميقة تُسمى «فتحةُ لانغر» (بالإنجليزية: foramen of Langer)‏.
سُميَّ هذا الذيل نسبةً إلى الجراح الإسكتلندي جيمس سبينس.

## الهوامش
- «1»: ذَيلُ سبينس[5] (بالإنجليزية: Tail of Spence)‏ ويُسمى أيضًا الناتئ الإبطي (بالإنجليزية: axillary process)‏، الذيل الإبطي (بالإنجليزية: axillary tail)‏، ذيل الثدي الإبطي، ذيل الثدي الإبطي لسبنس.

## روابط خارجية
- مخطط على luc.edu